# Волнянка мрачная
Волнянка мрачная (лат. Numenes furva) — бабочка из семейства Волнянки. Реликт плиоценовой ксерофильной фауны восточной Азии.

## Описание
Размах крыльев самцов 23—25 мм, самок 30—32 мм. Передние крылья буровато-серого цвета, с напылением из светло-серых, пепельного цвета чешуек, многочисленных во внешнем поле и вдоль дорсального края крыла. Рисунок выражен слабо и представлен двумя чёрными штрихами по жилкам у основания крыла, узкой волнистой перевязью во внешнем поле, которая начинается размытым штрихом у переднего края и дает штрихи в нижней половине крыла и тонкой краевой линией буро-серого цвета.
Бахромка шашечная из бурых и белых чешуек. Задние крылья несколько светлее передних, тускло-серые, одного цвета с брюшком. Крылья самок более светлые, со слабо просвечивающимися жилками. Голова и грудь темно-серого цвета.

## Ареал
Северо-Восточный Китай, Корейский полуостров, Япония (Хонсю, Сикоку и Кюсю). В России встречается только на юге Приморского края, откуда известна всего из 2 местонахождений.

## Местообитания
Встречается исключительно в сухих сосново-абрикосовых или сосново-дубовых лесах на известняковых скалах и скальных обнажениях, где произрастает можжевельник твердый (Juniperus rigida).

## Время лёта
Лёт в июле-августе. Активны в сумерках и ночью. Бабочки держатся только вблизи одиночных деревьев можжевельника.

## Размножение
Единственное кормовое растение его гусениц в Приморье — можжевельник твердый (Juniperus rigida). В Японии развивается на различных видах можжевельников и хвойном кустарнике Chamaeceparis.

## Численность
Количественные учеты не проводились. Вид представлен несколькими малочисленными и сильно изолированными друг от друга популяциями.

## Замечания по охране
Занесена в Красную Книгу России (I категория — находящийся под угрозой исчезновения вид). Охраняется в Уссурийском заповеднике.